# Slag bij Finnburg

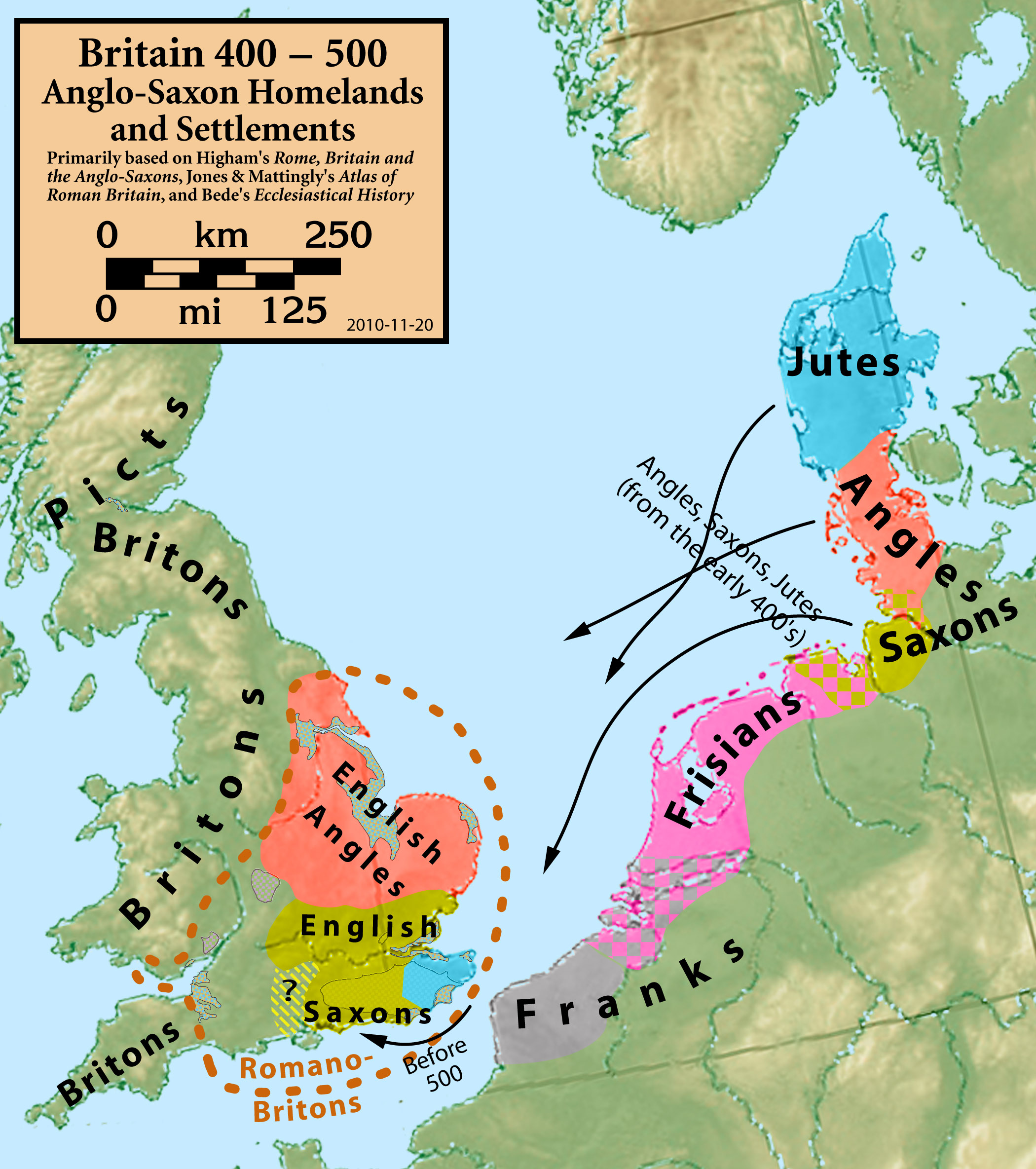
Vestigingsgebieden omstreeks 400-500

De Slag bij Finnburg is een legendarische veldslag tussen de Friezen en de Denen, waarvan onzeker is of deze wel heeft plaatsgevonden. Ook is de locatie van het gevecht niet bekend. De slag is overgeleverd in een tweetal vroeg middeleeuwse geschriften, te weten: het Finnburgfragment en de Beowulf.

## Het verhaal
Volgens het Finnburgfragment kwam de Deense prins Hnaef met zijn gevolg van zestig strijders de winter doorbrengen op de Finnburg, de vestiging van zijn Friese zwager Finn, koning van de Friezen. Daar ontstond ruzie tussen de Denen en de Friezen -de verzen geven geen informatie waarom dit gebeurde- en brak er een gevecht uit dat in totaal vijf dagen duurde. Het fragment geeft evenmin uitsluitsel over wie de slag won en eindigt plotseling. Gelukkig is er een passage in het epische gedicht Beowulf, waarin de bard Hrothgar een lied zingt over de afloop van de slag die de Freswael genoemd wordt, de "Fryske Slachterij", dat hetzelfde verhaal is in het Finnburg fragment. 
Uit de Beowulf kan opgemaakt worden, dat de slag door de Friezen gewonnen werd. Ook sneuvelt de Deense prins Hnaef in de strijd, maar behoort de zoon van Finn ook tot de gevallenen. Uiteindelijk sluiten de strijdende partijen vrede, en mag Hengist de nieuwe leider met overlevende Denen vertrekken.